# Seio Salústio
Lúcio Seio Herênio Salústio (em latim: Lucius Seius Herennius Sallustius) ou apenas Seio Salústio foi um usurpador romano em 227. Ele era filho de Seio (n. c. 155) com sua esposa Herênia Orbiana (n. ca. 160) e neto, pelo lado do pai, de Públio Seio Fusciano. Salústio era sogro de Alexandre Severo e foi elevado à posição de césar provavelmente quando sua filha, Salústia Orbiana, se casou com Alexandre em 225. Ele tentou assassinar seu genro e acabou executado quando o golpe fracassou. Salústia foi banida para a Líbia.